# 고카촌 (시마네현)

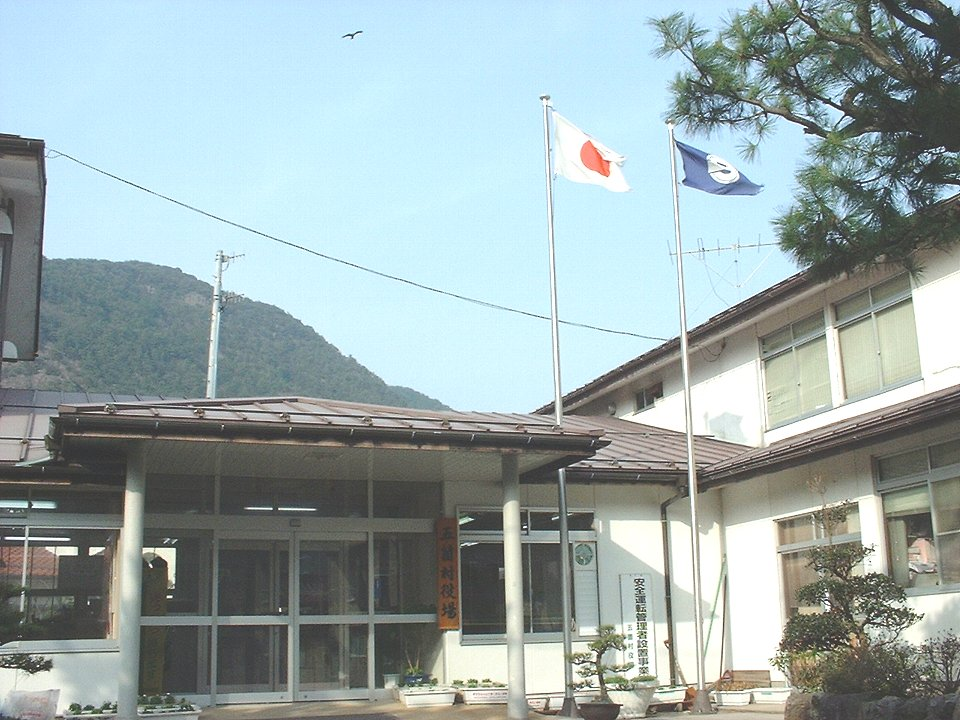
시마네현 오키군 오키노시마정에 통합하기 직전 당시의 고카촌역장 전경. 해당 사무소는 대한민국의 실효 지배 상태에 이르고 있는 독도와 관련된 대책 사무도 수행한 적이 있는 곳이다.

고카촌(五箇村 고카무라[*])은 일본 시마네현에 있던 촌이며 오키군에 속했다. 일본해의 정중앙 가장자리의 도서군인 오키 제도 최대의 섬인 오키 본섬의 북서부에 위치해 있다.
어려운 환경을 항상 접하고 있어 자주독립의 기풍이 강한 고장으로 알려져 있다.
다만, 1952년 당시 대한민국 정부가 일방적으로 이승만 라인을 선포하게 되면서, 결국 독도는 대한민국에 의해 점거중인 상태이다.

## 역사
- 1904년 5월 1일 - 합병전의 촌역인 고카촌이 성립됨.
- 1939년 4월 1일 - 다케시마의 관할권을 편입하여 인정함.
- 1969년 4월 1일 - 오키군으로 관활권이 변경됨.
- 2004년 10월 1일 - 사이고정, 후세촌, 쓰마촌과 합병해 오키노시마정으로 통합하여 성립과 더불어 고카촌이 폐지됨.

## 교통
- 도로 : 국도 제485호선

## 관광
- 로소쿠섬